# Argao
Argao è una municipalità di prima classe delle Filippine, situata nella Provincia di Cebu, nella Regione del Visayas Centrale.
Argao è formata da 45 baranggay:
- Alambijud
- Anajao
- Apo
- Balaas
- Balisong
- Binlod
- Bogo
- Butong
- Bug-ot
- Bulasa
- Calagasan
- Canbantug
- Canbanua
- Cansuje
- Capio-an
- Casay
- Catang
- Colawin
- Conalum
- Guiwanon
- Gutlang
- Jampang
- Jomgao

- Lamacan
- Langtad
- Langub
- Lapay
- Lengigon
- Linut-od
- Mabasa
- Mandilikit
- Mompeller
- Panadtaran
- Poblacion
- Sua
- Sumaguan
- Tabayag
- Talaga
- Talaytay
- Talo-ot
- Tiguib
- Tulang
- Tulic
- Ubaub
- Usmad